# 屈原礁

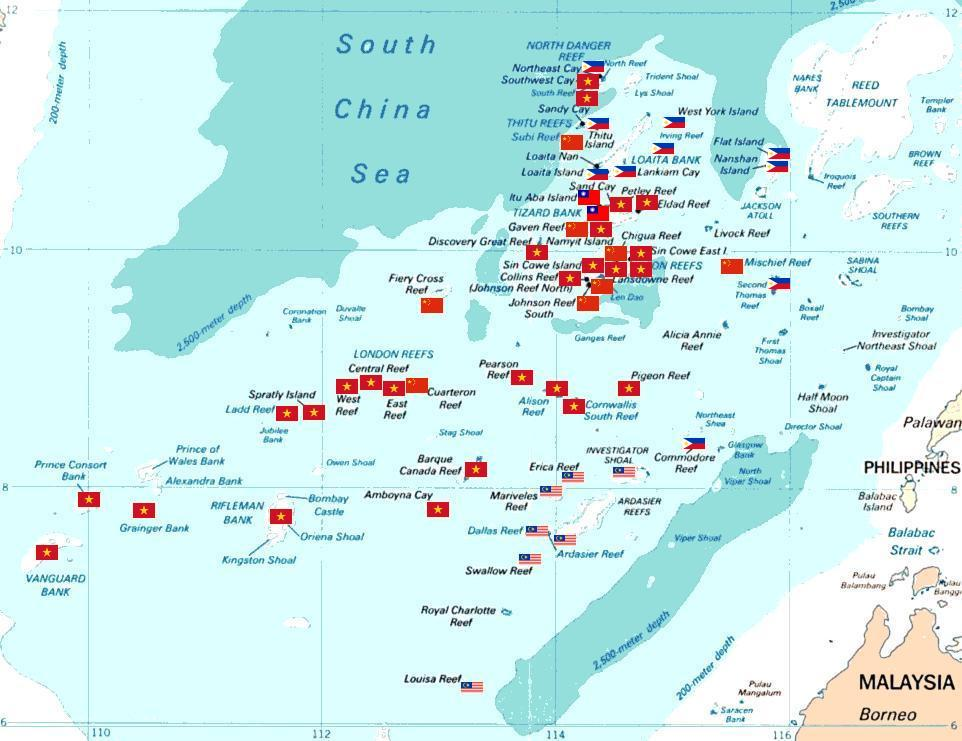
南沙諸島における南シナ海周辺諸国の実効支配状況

屈原礁（英語：Higgen Reef、ベトナム語：Đá Phúc Sĩ / 𥒥福士）は、南沙諸島のユニオン堆（英語：Union Banks、中国語: 九章群礁）と呼ばれる堆の南部にある暗礁である。瓊礁から北東1.6カイリ、漳渓礁から3.8カイリ離れている。
中国語名の「屈原礁」は、中国戦国時代の詩人屈原を記念したものである。中華人民共和国、中華民国（台湾）とベトナムも主権を主張している。